# Chiesa dei Santi Ermacora e Fortunato (Tambre)
La chiesa dei Santi Ermacora e Fortunato,  o dei Santi Ermagora e Fortunato, è la parrocchiale di Tambre, in provincia di Belluno e diocesi di Belluno-Feltre; fa parte della convergenza foraniale di Longarone-Zoldo-Alpago-Ponte nelle Alpi.

## Storia
In origine la cappella di Tambre dipendeva dalla pieve di Santa Maria del Rosario; se ne affrancò il 24 luglio 1730 venendo eretta in parrocchia autonoma.
La nuova chiesa venne costruita nella prima metà dell'Ottocento e consacrata il 10 giugno 1845, con la dedicazione al protovescovo di Aquileia sant'Ermacora e al suo diacono san Fortunato, ad opera dei quali il Cristianesimo nel I secolo fu portato anche nell'Alpago.

## Descrizione

### Esterno
La facciata a capanna della chiesa, rivolta a ponente, presenta centralmente il portale maggiore architravato e ai lati quelli secondari, mentre sopra si apre una finestra di forma semicircolare inscritta in un grande arco a tutto sesto; il prospetto è coronato dal timpano triangolare, sopra il quale vi sono gli spioventi del tetto, caratterizzati da una maggiore pendenza.
Vicino alla parrocchiale si erge su un alto basamento a scarpa il campanile a pianta quadrata; la cella presenta su ogni lato una bifora ed è coronata dalla guglia piramidale poggiante sul tamburo ottagonale.

### Interno
L'interno dell'edificio si compone di un'unica navata, le cui pareti sono scandite da lesene sorreggenti la trabeazione, su cui si imposta la volta; al termine dell'aula si sviluppa il presbiterio, a sua volta chiuso dalla parete di fondo piatta.
Qui sono conservate diverse opere di pregio, la maggiore delle quali è la Via Crucis, realizzata probabilmente da Paolo de Filippi a cavallo tra la fine del Settecento e l'inizio dell'Ottocento.